# Rjàvets (Kursk)
|  | Per a altres significats, vegeu «Rjàvets». |

Rjàvets (en rus: Ржавец) és un poble de l'óblast de Kursk, a Rússia, que en el cens del 2010 tenia 212 habitants. Pertany al districte rural de Gorxétxnoie.